# Samir Assaf
Pour les articles homonymes, voir Assaf.
Samir Assaf, né le 20 juin 1960 à Achrafieh au Liban, est un homme d'affaires franco-libanais. Il occupe actuellement la fonction de directeur général de la banque d'investissement du groupe HSBC.

## Biographie
Élève des pères maronites du collège de La Sagesse à Achrafieh, Samir Assaf rejoint la France pendant la guerre civile libanaise pour y finir ses études. À Paris, il finalise un DEA Monnaie Banque Finance à l'université Panthéon-Sorbonne avant d'intégrer l'Institut d'études politiques de Paris. 
Il commence sa carrière au sein de la trésorerie du groupe Total. En 1988, il devient responsable des activités de change. Trois ans plus tard, il est nommé responsable des activités de marchés.
En 1994, il est débauché par le Crédit commercial de France (CCF), qui deviendra par la suite HSBC France, pour occuper la fonction directeur des activités de changes et de la trésorerie. En 2001, il est promu directeur général adjoint du groupe pour les marchés de taux, changes et actions.
Fin 2010, il est nommé directeur général de la banque d'investissement du groupe bancaire et financier HSBC.

## Distinction
- 2020 :  Chevalier de la Légion d'honneur[1]